# Dallas McPherson
Dallas Lyle McPherson (né le 23 juillet 1980 à Greensboro, Caroline du Nord, États-Unis) est un joueur de troisième but des Ligues majeures de baseball. Il est présentement agent libre.

## Carrière
Dallas McPherson est drafté par les Braves d'Atlanta au 44e tour de sélection en 1998 mais ne signe pas avec l'équipe. Trois ans plus tard, en 2001, il est un choix de deuxième ronde des Angels d'Anaheim. Il fait ses débuts dans le baseball majeur avec les Angels le 10 septembre 2004 et demeure avec la franchise encore quelques années, disputant 117 parties entre 2004 et 2006. Il joue son plus grand nombre de matchs en une saison (61) lors de la saison 2005 et affiche ses sommets personnels de coups sûrs (50), de circuits (8) et de points produits (26).
Il rate toute la saison 2007 après avoir subi une opération pour retirer un disque douloureux dans le bas du dos et réparer une vertèbre fracturée, deux blessures qui le handicapaient, dit-il, depuis au moins quatre ans. Devenu agent libre, il rejoint les Marlins de la Floride le 31 janvier 2008. Il dispute 11 matchs avec les Marlins, passant le reste de 2008 dans les ligues mineures avec leur club-école d'Albuquerque, puis est libéré de son contrat au camp d'entraînement suivant. 
Après une année (2009) sans jouer au baseball et une saison (2010) en ligues mineures dans l'organisation des Athletics d'Oakland, McPherson rejoint les White Sox de Chicago le 17 novembre 2010. Il dispute 11 parties avec les Sox en 2011. Libéré par les White Sox le 2 août 2012 sans avoir joué un match de saison régulière avec eux, il signe avec les Pirates de Pittsburgh le 14 août mais n'évolue qu'avec leur club-école d'Indianapolis.
McPherson participe au camp d'entraînement 2013 des Dodgers de Los Angeles mais ceux-ci le retranchent de leur effectif le 19 mars